# Ач
Ач (мађ. Ács) је град у Мађарској. Ач је град у оквиру жупаније Комаром-Естергом.

## Географија

### Локација
Ач се налази у лесно-песковитом пограничном региону североистока малог Алфелда, на ушћу потока Конко и Секеш, 3 km јужно од Дунава и 8 km југозападно од Комарома. Са североистока је окружен шумом Ачи, чији већи део, међутим, већ припада територији Комарома. Просечна надморска висина његове унутрашњости је 122 метра.
Ач је највеће насеље у округу са површином од 103,83 km². Њена северна граница (која је уједно и државна граница са Словачком) је Дунав, а југоисточна граница у једном делу је железничка линија Секешфехервар – Комаром. Његова западна граница је уједно и граница округа са округом Ђер-Мошон-Шопрон.
Ач се граничи са Комаромом на североистоку, Чемом на истоку, Нађигмандом на југоистоку, Баболном и Баном на југу, Боњијем на југозападу, Нађсентјаношом на западу, Нађкезијем (Словачка) на северозападу и Златна на Острву (такође) са словачке стране.
Њени значајнији рубни насељени делови су Јегепушта и Васпушта.

## Историја
Територија Ача је била насељена већ у римско доба у римској провинцији Панонија. У близини данашњег насеља су се налазила два римска војна логора: Ад Муреш и Ад Статуас. Први је стајао на данашњем ушћу потока Конко (на месту познатом као Бумбум-кут), а други у близини Васпусте на обали Дунава. Ад Муреш је настао поред античког бунара у време владавине цара Трајана, у исто време када је изграђен Бригетио. Источни зид помоћног логора и јарак који окружује логор откривени су 1989. године. На јужној страни тврђаве развило се и цивилно насеље (вицус). Ад Статуас је била паланачко утврђење на високој обали Дунава, које је после 117. године променило локацију због плављења Дунава. Овде је 1817. године пронађен римски подрум са нетакнутим сводом. Археолошка ископавања ове две тврђаве приписују се Денешу Габлеру.
Насеље је добило име по столарима који су се овде населили у доба Арпада и били у служби краља. У документима се први пут појављује 1138. године у облику Олта, али поузданих података има тек из 1297. године, када се помиње као Вила Алч. Његов први познати власник 1346. године био је син унука Симона, а од 1434. године постаје власништво грофова Пала и Вилмоша из Фракна.
Турци су два пута пљачкали село: 1540. и 1639. године. Током првог напада уништена су два села западно од Ача која су припадала породици грофова Чеснегић: Вас и Ловад. Њихова имена чувају називи винограда и ливада.
Године 1590. у Ачу су живеле само 4 породице.
Насеље је проглашено великом општином 1. јануара 1970. године.
Прва столарска задруга основана је 1952. године, а затим је 1956. поново основана под именом Еђетертеш. У Чилапусти је задруга основана 1949. године, која се спојила са Ачом 1978. године, која је тада обрађивала 5.228 хектара. У Ачу су 1960. године радиле и газдинство шећерана, државна фарма, дестилерија и млин, а поред гајења шећерне репе, у границама насеља значајан је био и узгој лана и конопље. Последња кампања шећеране је био 2001. године. Затварање фабрике изазвало је значајан пад привреде у Ачу.
Почетком 2000-их година завршена је изградња канализационе мреже и тиме је завршено комунално снабдевање.
Општина Ач је проглашена градом од 1. јула 2007.

## Становништво
Дана 1. фебруара 2001. године становништво Ача је још увек било 7.239, са 2.661 станом. 98% становништва изјаснило се као Мађари, 0,6% као Роми. 52% становништва су били римокатолици, 0,4% гркокатолици, 30,8% реформирани, 0,8% лутерани; 0,8% је припадало другој цркви или деноминацији; 7,7% није припадало цркви или деноминацији.
Током пописа из 2011. године, 86,3% становника се изјаснило као Мађари, 1,1% као Роми, 0,4% као Немци и 0,2% као Словаци (13,6% се није изјаснило).
Верска дистрибуција је била следећа: римокатолици 36,1%, реформисани 22,3%, лутерани 0,6%, гркокатолици 0,2%, неконфесионални 13,8% (26,2% се није изјаснило).